# 1995年ポーランド大統領選挙
1995年ポーランド大統領選挙（-ねんポーランドだいとうりょうせんきょ）は、ポーランド共和国の元首である共和国大統領を選出するため1995年11月5日と11月19日に行われた選挙である。

## 概要
1990年の大統領選挙で選出されたヴァエンサ（ワレサ）大統領の任期（5年）が満了したことに伴って行われた選挙である。ポーランド共和国の大統領は国民による直接選挙で選出されるが、第1回投票で有効票数の過半数を得た候補がいない場合は2週間後に上位2名による第2回投票（決選投票）が行われる仕組みとなっている。今回の選挙では13人が立候補したが、事実上、現職のヴァエンサ大統領と与党・民主左翼連合のクファシニェフスキ候補による一騎討ちとなった。選挙の結果、第1回投票では過半数の得票を得た候補がいなかったため、決選投票で民主左翼連合のクファシニェフスキ候補がヴァエンサ大統領を僅差で下して当選を果たした。
| 候補者名                                                  | 所属党派                   | 第1回投票 （11月5日） | 第1回投票 （11月5日） | 第2回投票 （11月19日） | 第2回投票 （11月19日） | 当落 |
| 候補者名                                                  | 所属党派                   | 得票数                | 得票率                | 得票数                 | 得票率                 | 当落 |
| --------------------------------------------------------- | -------------------------- | --------------------- | --------------------- | ---------------------- | ---------------------- | ---- |
| アレクサンデル・クファシニェフスキ Aleksander Kwaśniewski | 民主左翼連合 SLD           | 6,275,670             | 35.11                 | 9,704,439              | 51.72                  | 当選 |
| レフ・ヴァウェンサ Lech Wałęsa                            | 無所属                     | 5,917,328             | 33.11                 | 9,058,176              | 48.28                  |      |
| ヤツェク・ヤン・クロン Jacek Jan Kuroń                    | 自由連合 UW                | 1,646,946             | 9.22                  | －                     | －                     |      |
| ヤン・オルシェフスキ Jan Olszewski                        | ポーランドのための同盟 RdR | 1,225,453             | 6.86                  | －                     | －                     |      |
| その他の候補                                              |                            | 2,806,953             | 15.70                 | －                     | －                     |      |
| 合計                                                      | 合計                       | 17,872,350            |                       | 18,762,615             |                        |      |

| 項目       | 第1回投票  | 第2回投票  |
| ---------- | ---------- | ---------- |
| 登録有権者 | 28,136,332 | 28,062,409 |
| 投票数     | 18,203,218 | 19,146,496 |
| 投票率     | 64.70      | 68.23      |
| 有効投票数 | 17,872,350 | 18,762,615 |

- 出典：ポスト社会主義諸国 政党・選挙ハンドブックⅠ（PDFファイル）－京都大学地域研究統合情報センター。なお、前述したように大統領選挙には13人が立候補したが、本表では有効票数の5％を下回った候補については、「その他の候補」としてまとめて掲載した。また第1回投票で2位となったヴァウェンサと決選投票で当選したクファシニェフスキ候補については太字で強調した。